# Енидуниас, Константинос
Константинос Енидуниас (греч. Κωνσταντίνος (Ντίνος) Γενηδουνιάς; род. 3 мая 1993, Афины) — греческий ватерполист, игрок сборной Греции. Серебряный призёр летних Олимпийских игр 2020 года, серебряный призёр чемпионата мира 2023 года, трёхкратный бронзовый призёр чемпионатов мира 2015, 2022 и 2025 годов, серебряный призёр Средиземноморских игр 2018 года, бронзовый призёр 2013 года. Участник трёх Олимпийских игр (2016, 2020 и 2024 годов).

## Карьера
Константинос учился в Университете Южной Калифорнии с 2011 по 2015 годы. Выиграл три чемпионских титула Национальной студенческой спортивной ассоциации с «USC Trojans», спортивной командой своего университета. После учебы перешёл в греческий «Олимпиакос», где выиграл восемь титулов чемпиона Греции.
На Средиземноморских играх 2013 года в Турции в составе сборной стал бронзовым призёром. На чемпионате мира в Казани в 2015 году Константинос в составе национальной сборной завоевал бронзовую медаль.
В 2016 году принял участие в летних Олимпийских играх в Бразилии. Греция на том турнире вышла в четвертьфинал, где уступила итальянцам. В ходе турнира Енидуниас забил четыре гола.
В 2018 году Влахопулос в составе сборной Греции по водному поло стал серебряным призёром Средиземноморских игр, которые состоялись в испанской Таррагоне.
В 2021 году принимал участие в летних Олимпийских играх в Токио, где греки неожиданно дошли до финала, уступив в решающем матче сербам и завоевали серебряные медали. В составе греческой сборной играл Енидуниас.
В 2022 году на чемпионате мира в Будапеште сборная Греции уступила итальянцам в полуфинале. Матч за третье место греки выиграли у Хорватии со счетом 9:7, а Константинос стал двукратным призёром чемпионатов мира. Год спустя на чемпионате мира в Фукуоке греки обыграли Черногорию со счетом 10:9 в четвертьфинале и сербов со счетом 13:7 в полуфинале. В финальном матче против Венгрии потребовалась серия пенальти, в которой венгры были сильнее. В феврале 2024 года на чемпионате мира в Дохе греки проиграли в четвертьфинале итальянцам со счетом 10:11, Енидуниас играл в той сборной.
На Олимпийских играх 2024 года в Париже Константинос и сборная Греции уступили сербам со счетом 11-12 в четвертьфинале. По итогам всего турнира греки заняли пятое место.
В 2025 году на чемпионате мира в Сингапуре в составе сборной завоевал бронзовую медаль. В матче за третье место Греция обыграла Сербию со счётом 16:7.